# 가스발생기
가스발생기(gas generator) 또는 가스발생장치는 가스를 발생시키는 장치이다. 가스발생기는 가압된 가스를 저장하는 것이 바람직하지 않거나 비현실적인 경우 화학 반응을 통해 또는 고체 또는 액체 소스로부터 가스를 생성할 수 있다.
이 용어는 종종 로켓 추진제를 사용하여 대량의 가스를 생성하는 장치를 나타낸다. 가스는 일반적으로 로켓 엔진처럼 추력을 제공하기보다는 터빈을 구동하는 데 사용된다. 이 유형의 가스발생기는 가스발생기 사이클에서 로켓 엔진의 터보펌프에 전력을 공급하는 데 사용된다.
또한 일부 보조 동력 장치에서 발전기 및 유압 펌프에 전력을 공급하는 데 사용된다.
이 용어의 또 다른 일반적인 용도는 가스발생기를 사용하여 판매용 가스 화학 물질을 생산하는 산업용 가스 산업이다. 예를 들어, 장기간에 걸쳐 제어된 속도로 호흡 가능한 산소를 공급하는 화학적 산소 발생기가 있다. 제2차 세계 대전 중에 코크스를 생산 가스로 변환하는 휴대용 가스발생기는 휘발유 부족을 완화하기 위한 방법으로 차량에 전력을 공급하는 데 사용되었다.
다른 유형으로는 특정 양의 불활성 가스를 신속하게 생성하도록 설계된 자동차 에어백의 가스발생기가 있다.

## 같이 보기
- 가스발생기 사이클